# Бандхавгарх (национальный парк)
Бандхавгарх (англ. Bandhavgarh National Park, хинди बांधवगढ राष्ट्रीय उद्दान) — национальный парк в Индии. Расположен на востоке штата Мадхья-Прадеш, в округе Умария. Территория парка — холмистая, имеется множество пещер, общая площадь составляет 437 км².
Созданный в 1968 году, изначально парк занимал только 105 км², но был увеличен в 1982 году. В 1993 он был причислен к тигриным заповедникам. Своё название парк получил от крепости Бандхавгарх, расположенной неподалёку.

## Фауна
Парк имеет одну из самых высоких в Индии плотность популяции тигров, велика также и популяция леопардов. Здесь обитают 37 видов млекопитающих, более 250 видов птиц, 70 видов бабочек, множество видов рептилий. Среди млекопитающих можно отметить: аксиса, нильгау, гаура, четырёхрогую антилопу, индийскую газель, гарну и др.